# Magnus Maximus
Ne doit pas être confondu avec Maxime (usurpateur).
Maxime, Flavius Magnus Maximus ou Magnus Maximus (v. 335 ?-28 août 388), est un usurpateur romain, au pouvoir entre 383 et 388. Maxime est le premier à faire exécuter un évêque désigné comme hérétique par l'Église officielle. Après s'être emparé de territoires italiens de Valentinien II, il est battu et éliminé par Théodose en 388. Dans les légendes galloises, il apparaît sous le nom de Macsen Wledig, pourvu d'une descendance qui règne sur la Bretagne post-romaine.

## Biographie

### Antécédents
Maximus est probablement né en Espagne en 335. De sa vie avant 369 nous ne savons rien ; il est parfois appelé, vraisemblablement par erreur, Magnus Maximus Clemens.
Aux alentours de 380, Maximus est nommé Comes Britanniarum (commandant des armées mobiles de Bretagne). Durant cette affectation, en 381, il combat victorieusement une incursion de Scots et de Pictes.
La partie occidentale de l'Empire est dirigée par le jeune empereur chrétien Gratien, âgé de 24 ans en 383. Or celui-ci écarte systématiquement de la haute administration les fonctionnaires païens au profit de chrétiens, et supprime les privilèges accordés aux sacerdoces antiques, ce qui lui aliène une partie des élites dirigeantes. Son repli sur un entourage restreint et son éloignement des opérations militaires accentuent les mécontentements. En juin 383, les troupes de Bretagne proclament empereur leur commandant, Magnus Maximus, qui débarque aux bouches du Rhin et obtient le ralliement de l'armée de Germanie. Trahi par ses troupes, Gratien est vaincu lors de la bataille de Lutèce, rattrapé dans sa fuite à Lugdunum (Lyon) le 15 août 383, et exécuté le 25 août.

### Prise de pouvoir
Contrôlant déjà la Bretagne, Maxime se rend sans difficulté maître de toute la préfecture du prétoire des Gaules et de l'Espagne. L'usurpateur installe sa capitale à Augusta Treverorum (Trèves) en Gaule belgique. Il renonce à poursuivre l'action militaire et envoie une ambassade à Constantinople proposer une coexistence pacifique et une alliance contre les ennemis des Romains. Il délègue une seconde ambassade à Milan auprès du jeune Valentinien II, demi-frère de Gratien, qui n'a que douze ans et règne sous la tutelle de sa mère Justine. Maxime lui propose de venir à Trèves, où il le protègera comme un père. Dans le même temps, Justine envoie Ambroise de Milan à Trèves pour négocier la paix. Les pourparlers entre Milan et Trèves durent jusqu'à l'hiver 383, justifiant de différer le transfert à Trèves de Valentinien II. Son magister militum, le franc Bauto, profite de ce délai pour fortifier tous les passages des Alpes et empêcher toute tentative militaire de Maxime sur l'Italie. L'invitation faite à Valentinien de s'installer à Trèves se solde par un refus implicite, en conséquence Maxime confère au printemps 384 le titre de césar à son fils Flavius Victor.
Théodose Ier est d'origine espagnole comme Maxime, et a les mêmes convictions chrétiennes nicéennes que lui, ce qui peut contribuer à les rapprocher, tandis que l'impératrice Justine s'appuie sur les aristocrates ariens et païens. Accaparé en Orient par la pression des Wisigoths et la menace des Sassanides, Théodose ne peut engager les hostilités sur un autre front. Il reconnaît donc Maxime comme auguste lors de l'entrevue de Beroae — ville du nord de la Thrace — le 31 août 384, et reforme un collège impérial tripartite pour diriger l'Empire romain.

### Usurpation

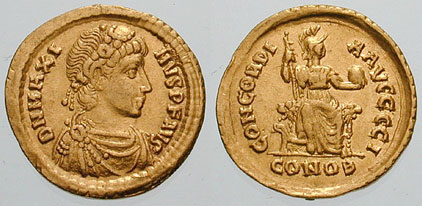
Solidus de Maximus frappé à Constantinople, au revers la Concorde des trois Augustes, légende CONCORDIA AVGGG.

L'Empire romain compte alors trois empereurs légitimes : Maxime à Trèves, Valentinien II, sous la tutelle de sa mère Justine, à Milan, et Théodose Ier à Constantinople. L'unité officielle se manifeste par l'émission de monnaies célébrant la Concorde, par la promulgation de lois en leurs noms communs, par la désignation consensuelle des consuls et par la répartition de la défense des différentes frontières, face à la pression des Saxons sur la Bretagne, des Alamans sur le Rhin et le haut Danube et des Goths sur la basse vallée du Danube.
Maxime se trouve aussi impliqué dans le conflit engagé par les évêques espagnols Hydace et Ithace contre Priscillien et sa doctrine ascétique, qualifiée d'hérésie en 380. En 384, Maxime convoque un concile régional à Bordeaux. Quoique présent, Priscillien refuse de s'expliquer et fait appel à la juridiction civile de l'empereur, désormais exercée en Gaule par Maxime. Accusé de sorcellerie et de manichéisme par Hydace et Ithace, chefs d'accusation réprimés par les lois civiles de l'époque, Priscillien et plusieurs de ses partisans sont condamnés à mort par le tribunal impérial dirigé par le préfet du prétoire des Gaules Flavius Euodius et exécutés à Trèves. Félix, le successeur de Priscillien, est consacré dans cette ville par une assemblée d'évêques. La sévérité de Maxime dans cette affaire lui concilie le clergé espagnol et affirme son orthodoxie religieuse vis-à-vis de Théodose, mais elle est critiquée par Martin de Tours et Ambroise de Milan.

### Guerre civile et élimination
En 387, Maxime profite d'un transfert de troupes par les Alpes pour occuper toute l'Italie. Valentinien II se réfugie à Thessalonique auprès de Théodose, qui hésite dans un premier temps à mener une guerre civile. En juillet-août 388, Valentinien II et Théodose Ier mènent une campagne contre Maxime. Maxime est battu lors de la bataille de la Save (le long de la Save près d'Aemona) (aujourd'hui Liubliana en Slovénie) et se réfugie à Aquilée. Andragathius, magister equitum de Maxime, est lui aussi défait près de Siscia, son frère Marcellinus à nouveau à Poetovio. Maxime se rend à Aquilée, demande la clémence, mais est exécuté. Sa femme et ses deux filles sont épargnées. Le fils de Maxime, Victor, est vaincu et exécuté par le magister peditum de Valentinien, Arbogast à la fin de la même année.

## Postérité de Magnus Maximus
Le destin de la famille de Maxime n'est pas connu. Une pierre gravée du haut Moyen Âge au pays de Galles, le Pilier d'Eliseg, mentionne qu'une de ses filles, Flavia Severa, est l'épouse de Vortigern, roi des Bretons.

### Macsen selon lHistoria regum Britanniae

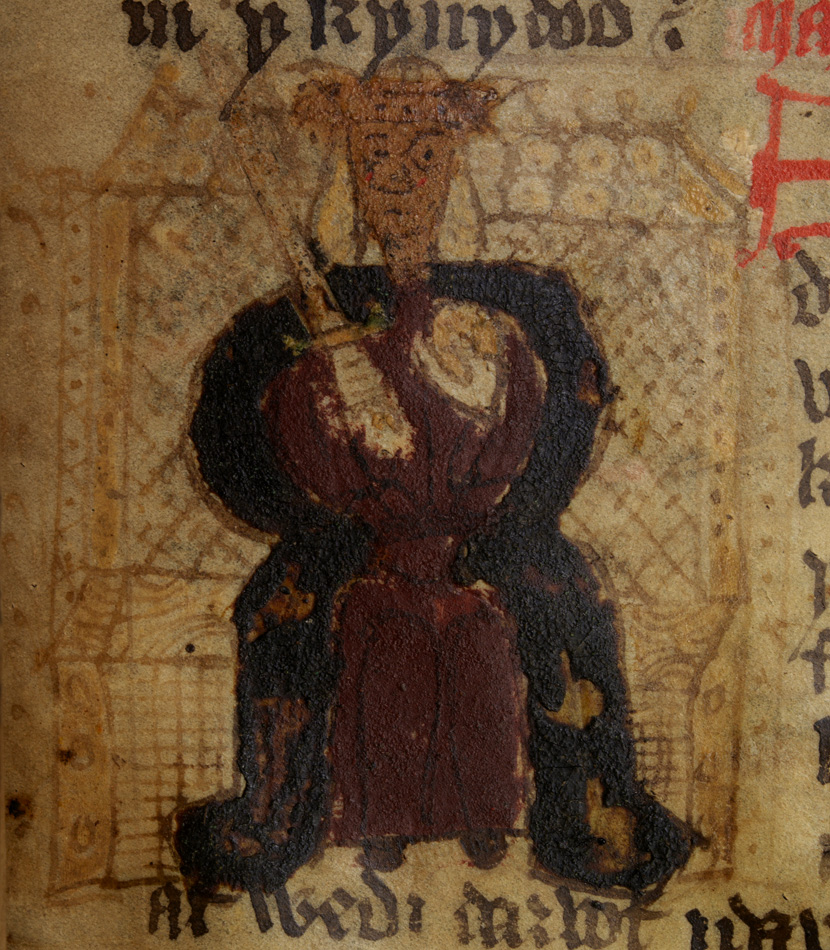
Maximus sous le nom gallois de Macsen, dans une enluminure du XVe siècle.

## Postérité dans la tradition galloise

### Identification et descendance légendaire
La tradition du Pays de Galles s'est rapidement emparée du personnage de Magnus Maximus, qu'elle nomme « Macsen Wledig » dans l’Historia Brittonum de Nennius, dans l’Historia regum Britanniae de Geoffroy de Monmouth, dans le Brut y Brenhinedd (en), et jusqu'au récit Les vingt-quatre rois les plus puissants (v. 1475), qui intègre du matériel traditionnel indépendant de ces sources. Macsen aurait eu trois fils d'Elen ferch Eudaf :
- Peblig, un saint homme[17] ;
- Custennin, devenu prince de Bretagne[18] ;
- Owain Finddu.

Un autre fils de Macsen est mentionné dans les généalogies : Annun.
Selon le pilier d'Eliseg, érigé au IXe siècle dans l'abbaye de Valle Crucis par Cyngen ap Cadell, sa fille, Sevira, était l'épouse de Vortigern et la mère de son fils Britu.

### Macsen selon l'Historia regum Britanniae
D'après l'Historia regum Britanniae de Geoffroy de Monmouth qui serait basée sur des traditions galloises, Maxime nommé Maximianus est fils de Ioelinus, l'oncle de l'empereur Constantin Ier. Il est roi des Bretons après la mort d'Octavius ainsi que neveu du roi Coel par son frère Ioelinus, ce qui supposerait un important décalage de générations, Maxime naissant vers 335, Coel mourant vers 440.

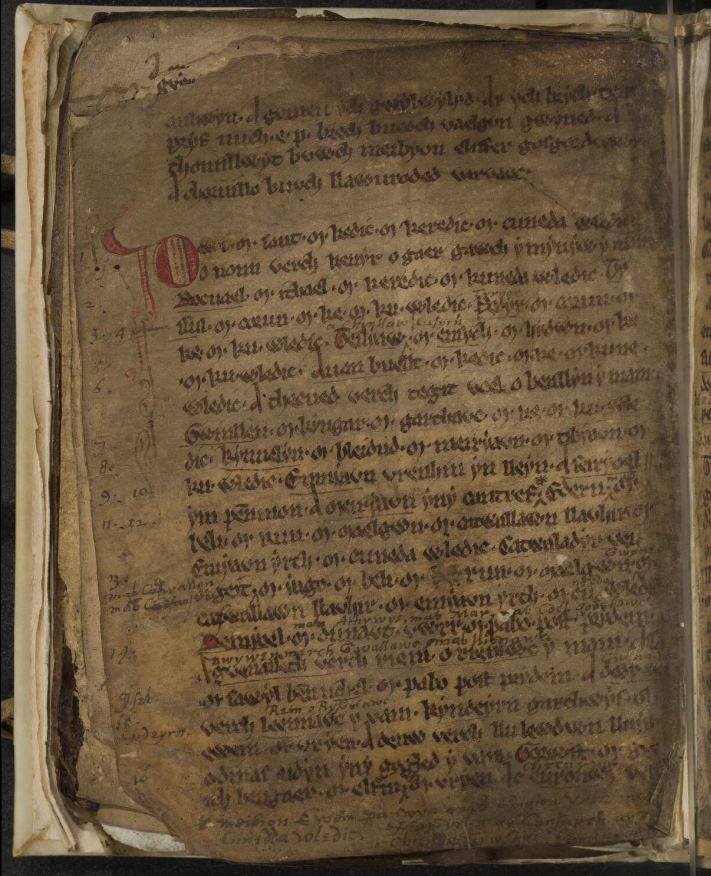
Un folio du Rêve de Macsen, une des branches secondaires des Mabinogion (manuscrit du XIVe siècle).

D'après un récit des Mabinogion, en particulier Breuddwyd Macsen (le rêve de Macsen), Maxime épousa Elen Luyddog (Hélène), la fille d'un des chefs de Segontium (aujourd’hui Caernarfon ; fort de Segontium). Cela concorde avec l'histoire de Geoffroy qui raconte qu'Octavius, roi des Bretons, voulait marier sa fille à un puissant mi-breton mi-romain et ainsi transmettre le royaume de Bretagne en dot à son mari.
Bien que l'histoire de leur rencontre soit sans aucun doute totalement imaginaire, il existe quelques preuves de la trame de l'histoire. Caradocus, roi (légendaire) de Cornouailles, soutient le mariage entre la fille d'Octavius et Maxime. Maxime accepta et quitta Rome pour la Bretagne. Geoffroy prétend que Maxime rassembla une armée et ravagea les villes franques le long de son parcours. Il envahit Clausentum (Southampton) de manière involontaire et faillit se battre contre l'armée des Bretons avant qu'une paix ne soit faite. Après négociations, Maxime devint roi de Bretagne et Octavius se retira.
Les légendes galloises prétendent également qu'il fut responsable des troupes romaines du Pays de Galles, 20 ans avant qu'elles ne quittent le reste de la Bretagne. Il aurait gouverné le pays de Galles. Après cinq ans de pouvoir, Maxime rassembla une vaste flotte et envahit la Gaule laissant la Bretagne sous le contrôle de Caradocus. En atteignant le royaume d'Armorique, il défit le roi et tua des milliers d'habitants. Avant de repartir, il chargea Conanus (Conan Mériadec ou Cynan Meiriadog en gallois, Konan Meriadeg en breton), le neveu rebelle d'Octavius, de gouverner en tant que roi le pays, alors appelé Letavia en breton, et qui prendra le nom de Bretagne ou Britannia minor.
La mention «Armorique» est certes donnée par Geoffroy de Monmouth, et c'est ce qui fait que les historiens ont focalisé leurs recherches sur la Petite Bretagne, mais sans pouvoir identifier, ni le lieu de débarquement, ni le cheminement pour aller sur Paris, puis Trèves. L'historien Zosime, quant à lui, dit que Maxime s'est orienté vers les «Bouches du Rhin», ce qui n'a donc a priori plus grand-chose à voir avec la Petite Bretagne. Léon Fleuriot, historien breton, suivant cette indication, propose de suivre cette expédition en direction de Maastricht, puis une bifurcation sur Paris avant d'obtenir la soumission de Trèves.

## Culture populaire
Le chanteur gallois Dafydd Iwan a composé en son souvenir le chant Rwy yma o hyd (je suis toujours ici).

### Articles liés
- Antiquité tardive
- Symmaque
- Bataille de Lutèce (383)